# سیمون مورتارو
سیمون مورتارو (انگلیسی: Simone Mortaro؛ زادهٔ ۱۲ سپتامبر ۱۹۸۹) بازیکن فوتبال اهل ایتالیا است.